# Sjota Rustaveli
För andra betydelser, se Rustaveli.

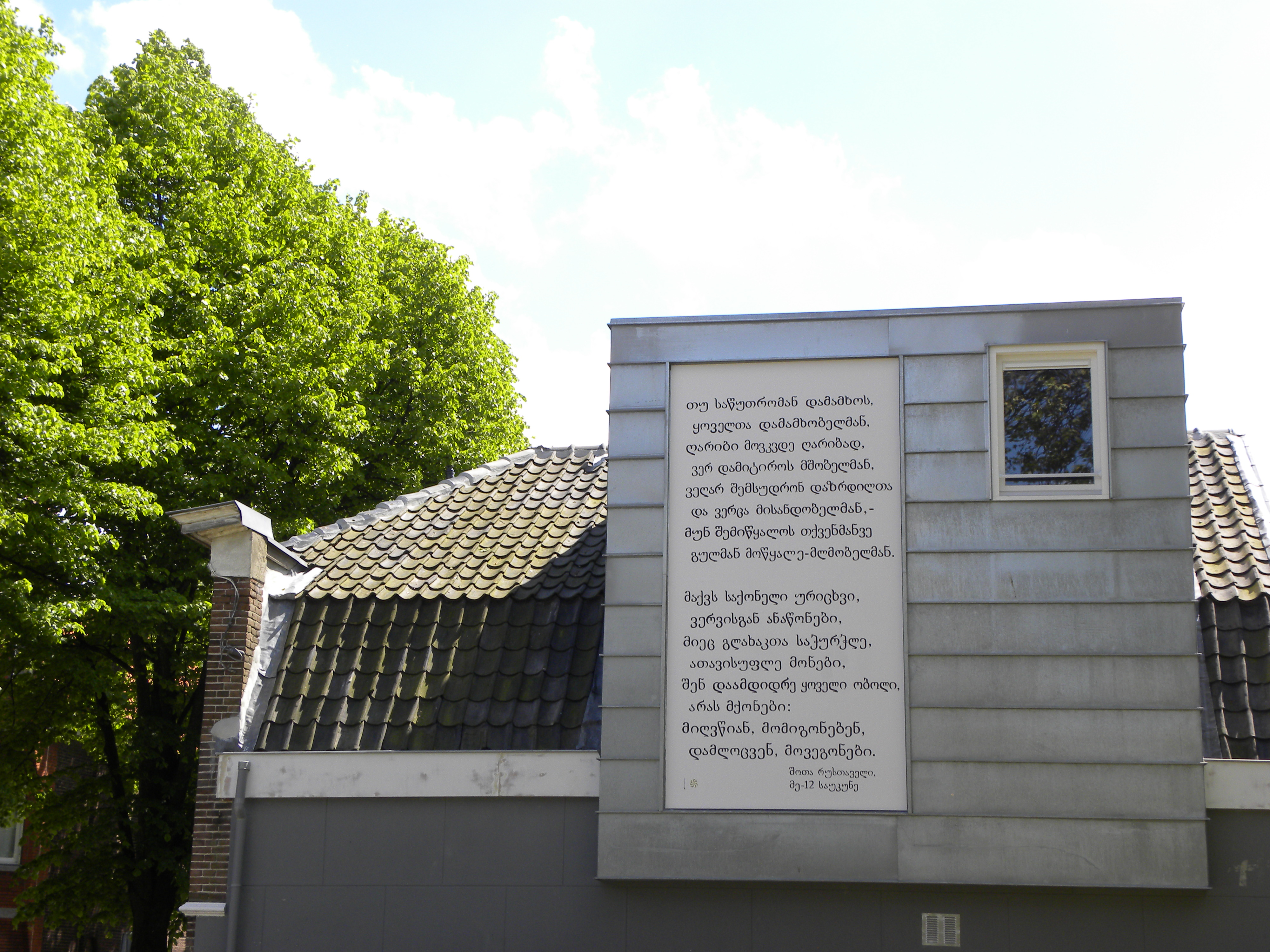
Rader ur Riddaren i tigerskrud som väggdikt på Witte Singel, i hörnet av Witte Rozenstraat, i den holländska staden Leiden.

Sjota Rustaveli (georgiska: შოთა რუსთაველი), född 1172 i den lilla byn Rustavi (i Aspindza och inte i den nutida staden), död 1216 i Jerusalem. Sjota från Rustavi var en georgisk poet. Han räknas som en av de främsta företrädarna för medeltida östeuropeisk litteratur. Hans Riddaren i tigerskrud räknas som ett georgiskt nationalepos. Sjota Rustaveli levde samtidigt med drottning Tamar av Georgien, och tillägnade henne verket. I eposet förhärligas ridderskapets ideal, fostbrödralaget och den trofasta kärleken till den oförlikneliga jungfrun. Genom hela dikten löper det en stark nyplatonsk underton. En engelsk utgåva i översättning av Marjory Wardrop utkom 1912. En esperantisk utgåva i poetiskt mer trogen översättning av Zurab Makasjvili utkom 1989. 
Många platser, i bland annat Georgiens huvudstad Tbilisi, har uppkallats efter Sjota. Däribland Rustaveliavenyn samt Rustavelibiografen.
Asteroiden 1171 Rusthawelia är uppkallad efter honom.